# Ишим (аэродром)
Ишим — спортивный аэродром в Тюменской области, вблизи одноимённого города. На аэродроме базируется Ишимский аэроклуб РОСТО, где выполняются спортивные прыжки с парашютом.
Аэродром 4 класса, способен принимать самолёты Ан-2, Л-410 и все более лёгкие, а также вертолёты всех типов. Позывной аэродрома «Загонка».
До конца 70-х годов прошлого века использовался как аэродром гражданской авиации, с начала 80-х годов к западу от города был сооружен новый аэродром, старый начали использовать как аэродром ДОСААФ - обучение полётам на Як-52, прыжки с парашютом с Ан-2. 
В новой локации (56.12728267723147, 69.35602797071572) было сооружено двухэтажное кирпичное здание с КДП, установлена металлическая ВПП. До 1990-х годов эта площадка использовалась как аэропорт местных воздушных линий. На текущий момент здание и ВПП разрушены.